# Osinokulturen
Osinokulturen är en tidig järnålderskultur inom Kama-Uralområdet. Den dateras till 300 f.Kr.-300 e.Kr. Den har sina rötter i den permiska Ananjinokulturen och var tillsammans med Azelinokulturen basen för den udmurtiska Polomkulturen. 